# 大垣駅
大垣駅（おおがきえき）は、岐阜県大垣市高屋町一丁目にある、東海旅客鉄道（JR東海）・樽見鉄道・養老鉄道の駅である。

## 概要
JR東海の東海道本線、樽見鉄道の樽見線、養老鉄道の養老線が乗り入れている。JR東海道本線に関しては本線と美濃赤坂駅までの支線（通称：赤坂支線）、関ケ原駅までの支線（通称：新垂井線）との分岐駅となっている。樽見線は当駅を起点としている。樽見線は1984年までは東海道本線とともに日本国有鉄道（国鉄）の路線であり、樽見鉄道へ転換されて以降も同線の駅はJR（旧国鉄）との共同使用駅となっている。
JR東海の駅にはCA77、樽見鉄道の駅にはTR01の駅番号が設定されている。
大垣駅の事務管コードは、▲530126である。
以下、東海道本線美濃赤坂駅までの支線については、案内上の名称である「美濃赤坂線」と、関ケ原駅までの支線については通称名の「新垂井線」と記述する。

## 歴史

### JR東海
- 1884年（明治17年）5月25日：官設鉄道（のちの国鉄・JR）関ケ原駅 - 当駅間延伸に伴い[8]、駅開業[1][9][10]。一般駅[10]。
- 1887年（明治20年）1月21日：官設鉄道が当駅から加納駅（現在の岐阜駅）まで延伸[8]。
- 1891年（明治24年）10月28日：濃尾地震により本屋全壊[11][12]
- 1895年（明治28年）4月1日：線路名称制定。東海道線（1909年に東海道本線に改称）の所属となる[8]。
- 1940年（昭和15年）：国鉄駅舎改築。
- 1958年（昭和33年）12月27日：北口を開設[13]。
- 1983年（昭和58年）4月1日：国鉄のホーム案内放送を自動化[14]。
- 1984年（昭和59年）
  - 1月10日：車扱貨物を近畿日本鉄道線連絡のものに限定。なお、オーミケンシ・帝国繊維・東邦テナックスの大垣工場への専用線はこの頃まであった。
  - 12月7日：駅舎改築工事のため、仮駅舎を使用開始[15]。
- 1985年（昭和60年）12月7日：橋上駅化[16]。これに伴い、それまで北改札口と南改札口とを結んでいた跨線橋が、北口と駅本屋とを結ぶ自由通路となり、また駅前南側のロータリーも作り直された。それまでの北口改札の建物は『PIER BURGER』など数回店舗が入居するもやがて倉庫となる。なお、ほぼ同時期に養老線駅舎も改築。
- 1986年（昭和61年）
  - 3月19日：駅ビル「アピオ」開業[17]。
  - 11月1日：荷物の取り扱いを廃止。
- 1987年（昭和62年）4月1日：国鉄分割民営化により、東海旅客鉄道の駅となる[10][18]。
- 1992年（平成4年）5月30日：JR東海の改札口に自動改札機を設置[19]
- 2006年（平成18年）11月25日：ICカード「TOICA」の利用が可能となる。
- 2009年（平成21年）9月19日：バリアフリー設備を備えた新しい南北自由通路が開通（愛称「水都ブリッジ）[20]。
- 2012年（平成24年）
  - 4月：旧発車ベルの使用停止。
  - 9月16日：北口広場が全面完成[21]。
- 2016年（平成28年）3月26日：1日3往復のJR西日本車（221系・223系・225系）の大垣乗入れが廃止[22][23]。姫路方面への直通列車がなくなり、すべての下り普通列車が米原駅にて乗り換えとなった。また、「しなの」の大阪直通終了（当駅は通過）に伴い、当駅を経て米原駅以遠の東海道本線に直通する旅客列車は「ひだ」と「サンライズ瀬戸」「サンライズ出雲」のみとなった。
- 2018年（平成30年）8月31日：駅ビル「アピオ」の営業を終了。
- 2019年（平成31年）4月25日：飲食店やコンビニ、ドラッグストアなどが入居する複合駅ビル「アスティ大垣」が開業[24]。

### 樽見鉄道
- 1956年（昭和31年）3月20日：国鉄樽見線が当駅 - 谷汲口駅間で開業[25][26][27]。
- 1984年（昭和59年）10月6日：国鉄樽見線が樽見鉄道に移管[26][27][28]。
- 2006年（平成16年）3月28日：当駅 - 本巣駅間の貨物列車の運行を終了[28]。

### 養老鉄道
- 1913年（大正2年）7月31日：養老鉄道（初代・後の近鉄養老線）養老駅 - 池野駅間の開通に伴い[29]、駅開業[29][30][31]。
- 1922年（大正11年）6月13日：養老鉄道（初代）が揖斐川電気（現在のイビデン）に合併[29]。同社の駅となる[31]。
- 1928年（昭和3年）4月6日：揖斐川電気の鉄道事業分社化により養老電気鉄道が設立[29]。同社の駅となる[31]。
- 1929年（昭和4年）10月1日：養老電気鉄道が伊勢電気鉄道に合併[29]。同社の駅となる[31]。
- 1936年（昭和11年）5月20日：伊勢電気鉄道が養老線を分社化し養老電鉄が設立[29]。同社の駅となる[31]。
- 1940年（昭和15年）8月1日：養老電鉄が参宮急行電鉄に合併[29]。同社の駅となる[31]。
- 1941年（昭和16年）3月15日：大阪電気軌道と参宮急行電鉄が合併し関西急行鉄道が設立[29]。同社の養老線の駅となる[31]。
- 1944年（昭和19年）6月1日：関西急行鉄道が南海鉄道（現在の南海電気鉄道、のちに分社化）と合併し近畿日本鉄道が設立[32]。同社の養老線の駅となる[31]。
- 2007年（平成19年）10月1日：近鉄が養老鉄道に路線を譲渡[32]。同社の駅となる[31]。
- 2024年（令和6年）11月22日：22日より大垣駅等の自動券売機がキャッシュレス対応化に順次変更。現金のみだった支払い方法が、現金・電子マネー・クレジットカード・QRコードと幅が広がった[33]。またタッチパネル式となり、5か国語(日本語含む)での画面表示切替や等機器での領収書発行が可能となった。

## 駅構造

### JR東海・樽見鉄道
単式ホーム1面1線（1番線）と島式ホーム2面4線（2・4・5・7番線）、および4番線ホームの西側にある切欠きホーム1面1線（3番線）、5番線ホームの東側に作られた切欠きホーム1面1線（6番線）、合計3面7線のホームを有する地上駅である。
2・4番線が東海道線の本線、7番線が樽見線の本線となっている。このほかのホームがある4線は副本線で、7番線の北側にもホームのない副本線が1本、その北側に側線3線が引かれている。また構内東側には保線基地も置かれている。6番線は樽見鉄道の気動車しか使わないため、架線が張られていない。
当駅のアナウンス（駅員）は、東海道線上りを「岐阜・名古屋方面」（上り 名古屋方面と放送される場合あり）、下りを「垂井・関ケ原方面」、美濃赤坂線を「荒尾・美濃赤坂方面」（美濃赤坂は省略の場合あり）と放送される。
JR東海と樽見鉄道は共同の橋上駅舎を使用する。駅ビルは6階建（床面積約13,000m2）で商業施設「アスティ大垣」が入居しており、2階部分に改札口が設けられている。東海道本線・美濃赤坂支線を利用時にはTOICAおよびTOICAと相互利用可能なICカード（対象カードはTOICAを参照）が利用できる。
JR東海の駅は駅長・駅員配置駅（直営駅）である。管理駅として、垂井駅 - 醒ケ井駅間の各駅および美濃赤坂支線の2駅（荒尾駅・美濃赤坂駅）を管理している。JR全線きっぷうりば、自動券売機、自動精算機（改札内）、自動改札機が設置されている。
エスカレーターは北口・南口ともに設置がある。エレベーターは北口、愛称:「水都ブリッジ」のみ設置（南口からは駅ビル「アスティ」のエレベーターを利用）。

#### のりば
| 番線 | 会社     | 路線          | 方向 | 行先         | 備考                                                                             |
| ---- | -------- | ------------- | ---- | ------------ | -------------------------------------------------------------------------------- |
| 1    | JR東海   | CA 東海道本線 | 下り | 米原方面     | 下りは待避・始発列車 上りは当駅始発のみ 養老鉄道線への乗換通路上に連絡改札口あり |
| 1    | JR東海   | CA 東海道本線 | 上り | 名古屋方面   | 下りは待避・始発列車 上りは当駅始発のみ 養老鉄道線への乗換通路上に連絡改札口あり |
| 2    | JR東海   | CA 東海道本線 | 下り | 米原方面     |                                                                                  |
| 3    | JR東海   | ■美濃赤坂線   | 下り | 美濃赤坂方面 |                                                                                  |
| 4    | JR東海   | CA 東海道本線 | 上り | 名古屋方面   | 特急「しらさぎ」「ひだ」は4番線                                                  |
| 5    | JR東海   | CA 東海道本線 | 上り | 名古屋方面   | 特急「しらさぎ」「ひだ」は4番線                                                  |
| 6    | 樽見鉄道 | ■樽見線       | -    | 樽見方面     |                                                                                  |
| 7    | 樽見鉄道 | ■樽見線       | -    | 樽見方面     | 通常は使用されない                                                               |

（出典：JR東海:駅構内図）

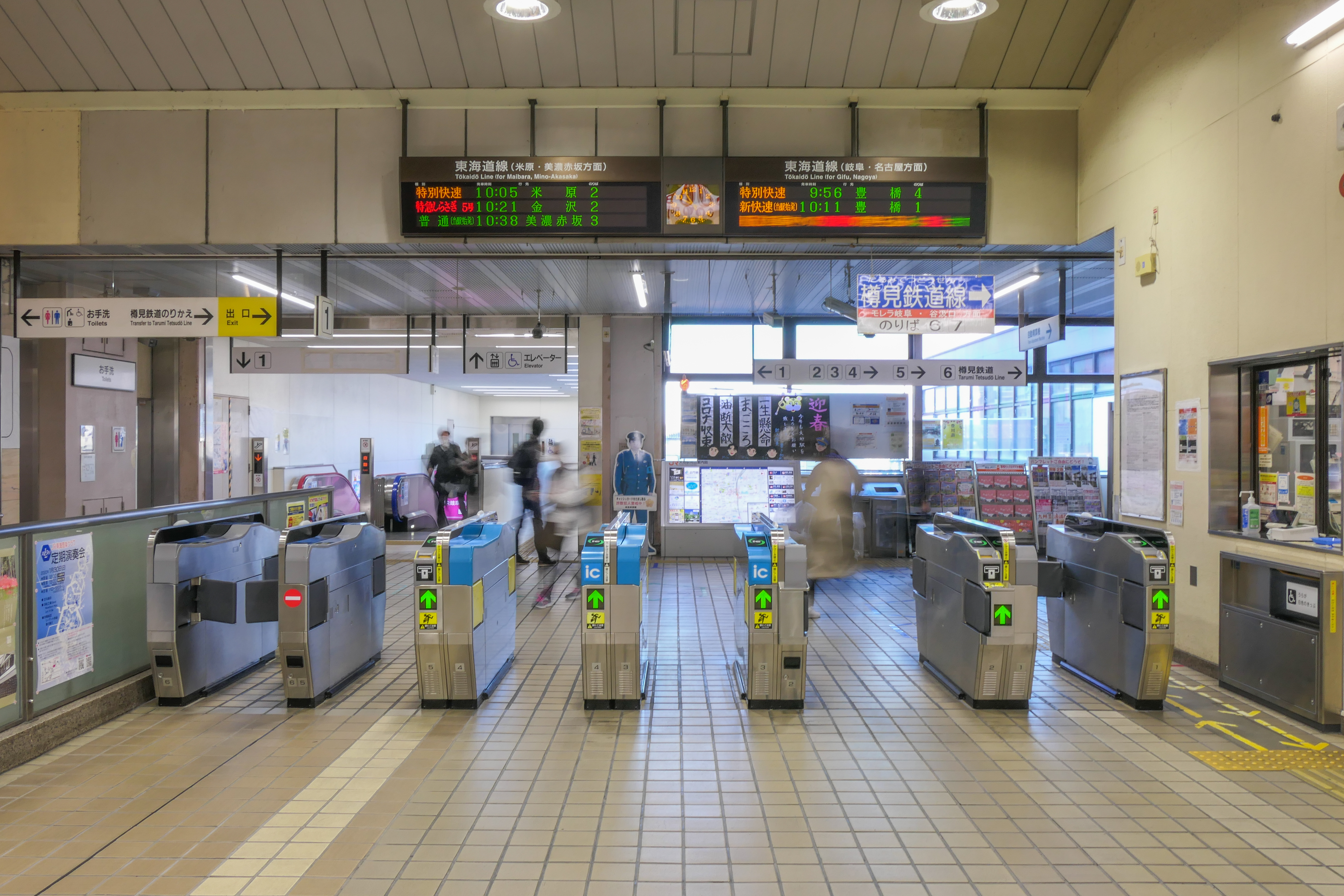
改札口（2022年1月）
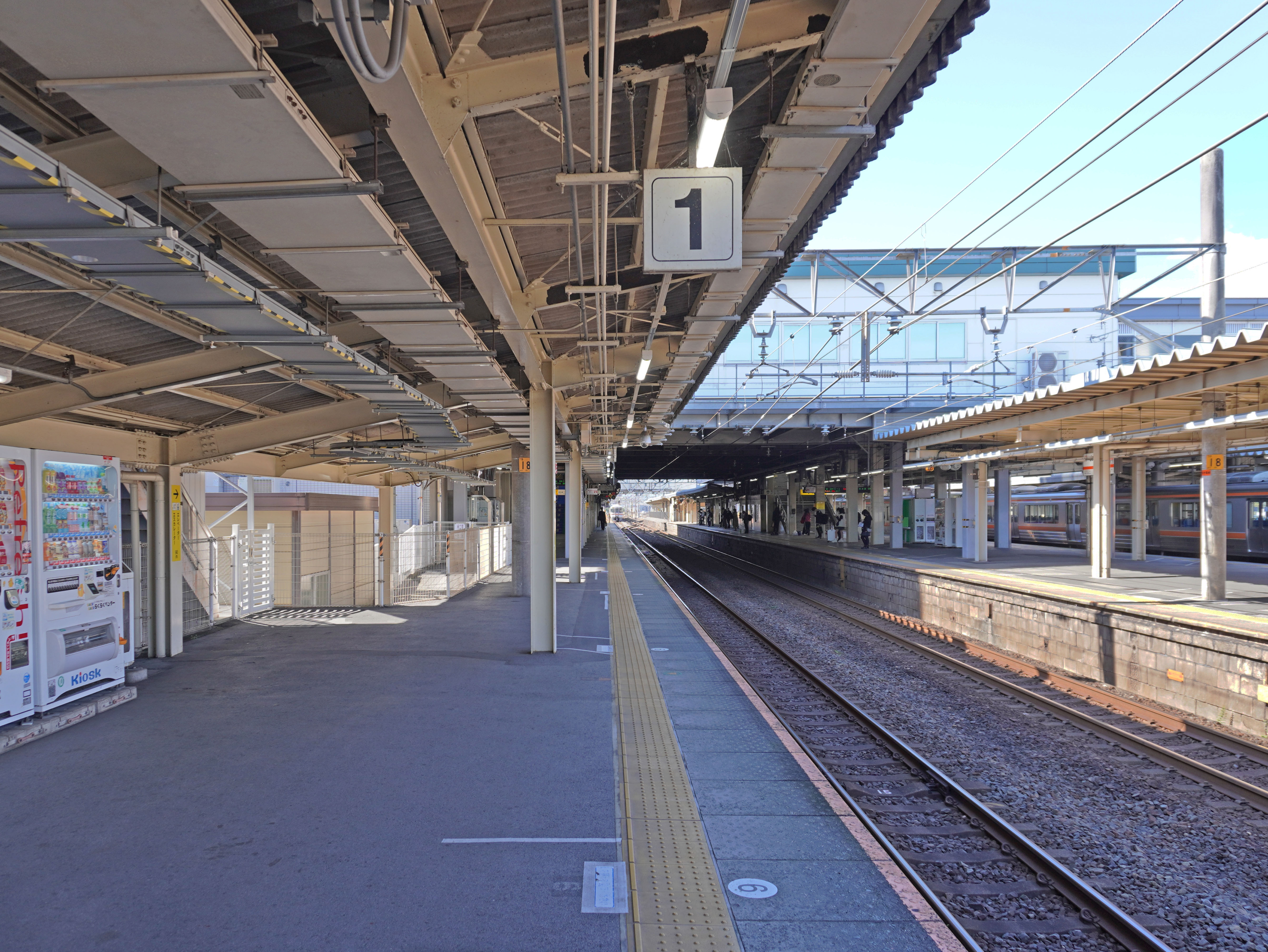
1番線ホーム（2022年11月）
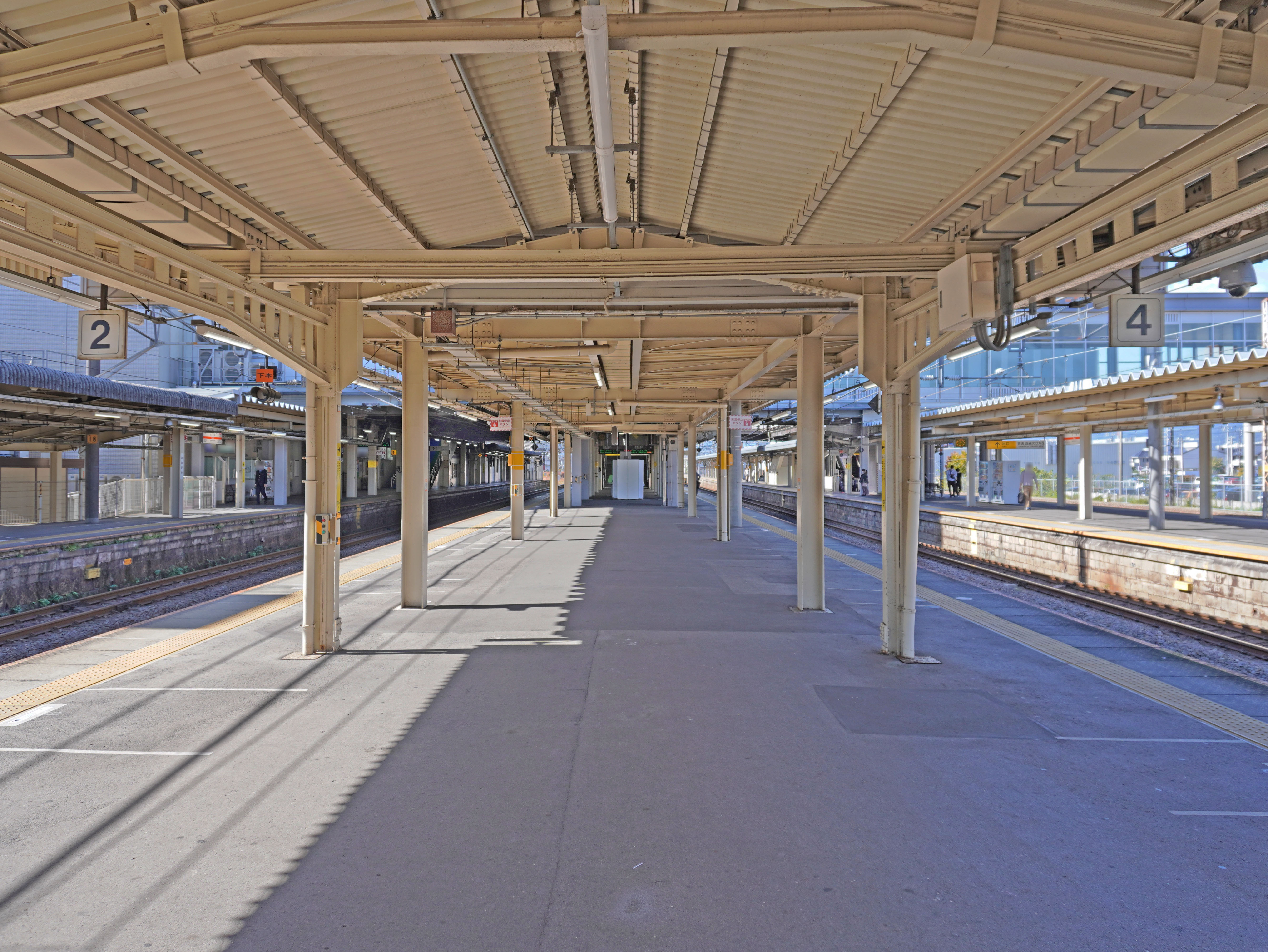
2・4番線ホーム（2022年11月）
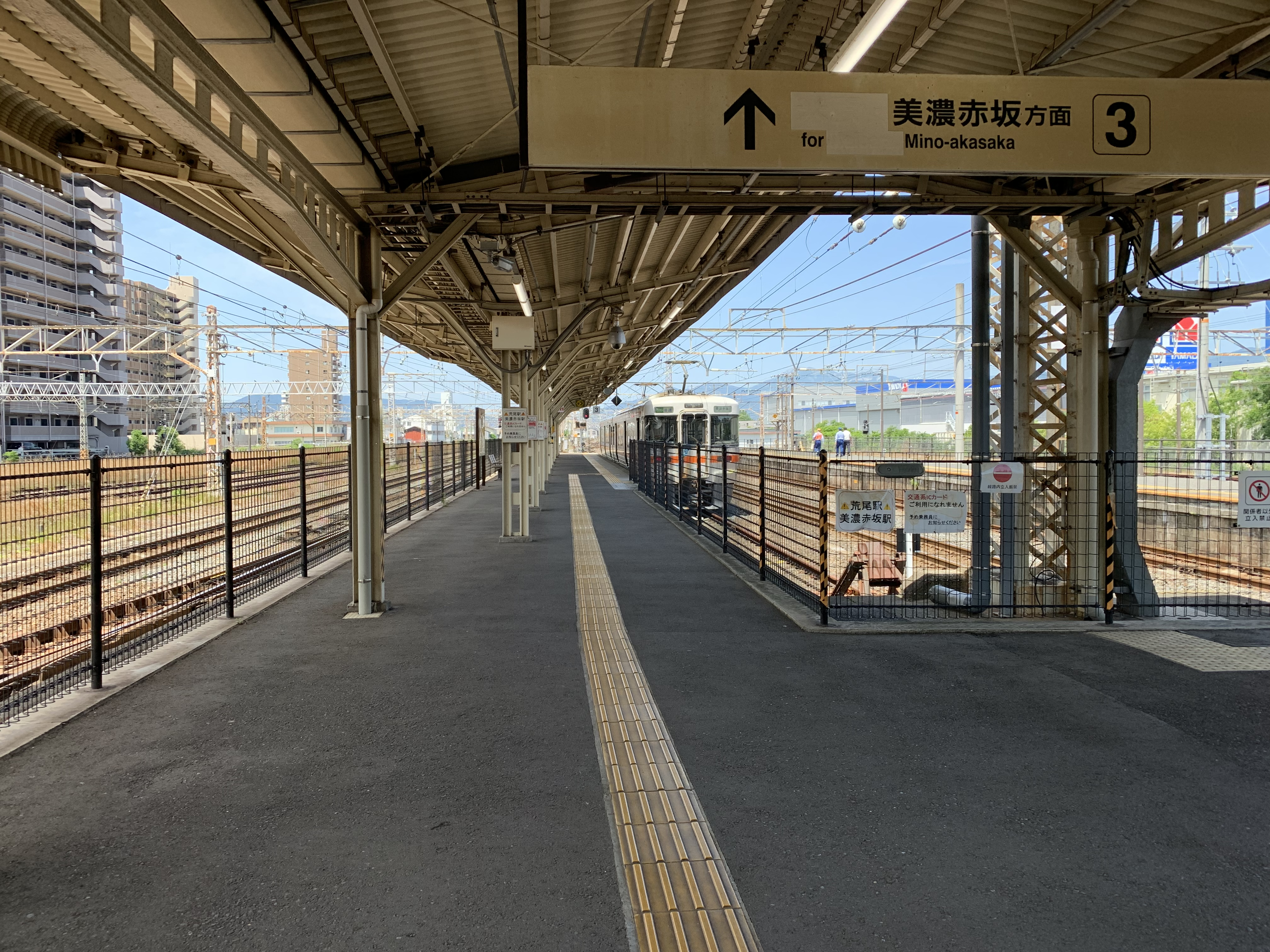
3番線ホーム（2022年11月）
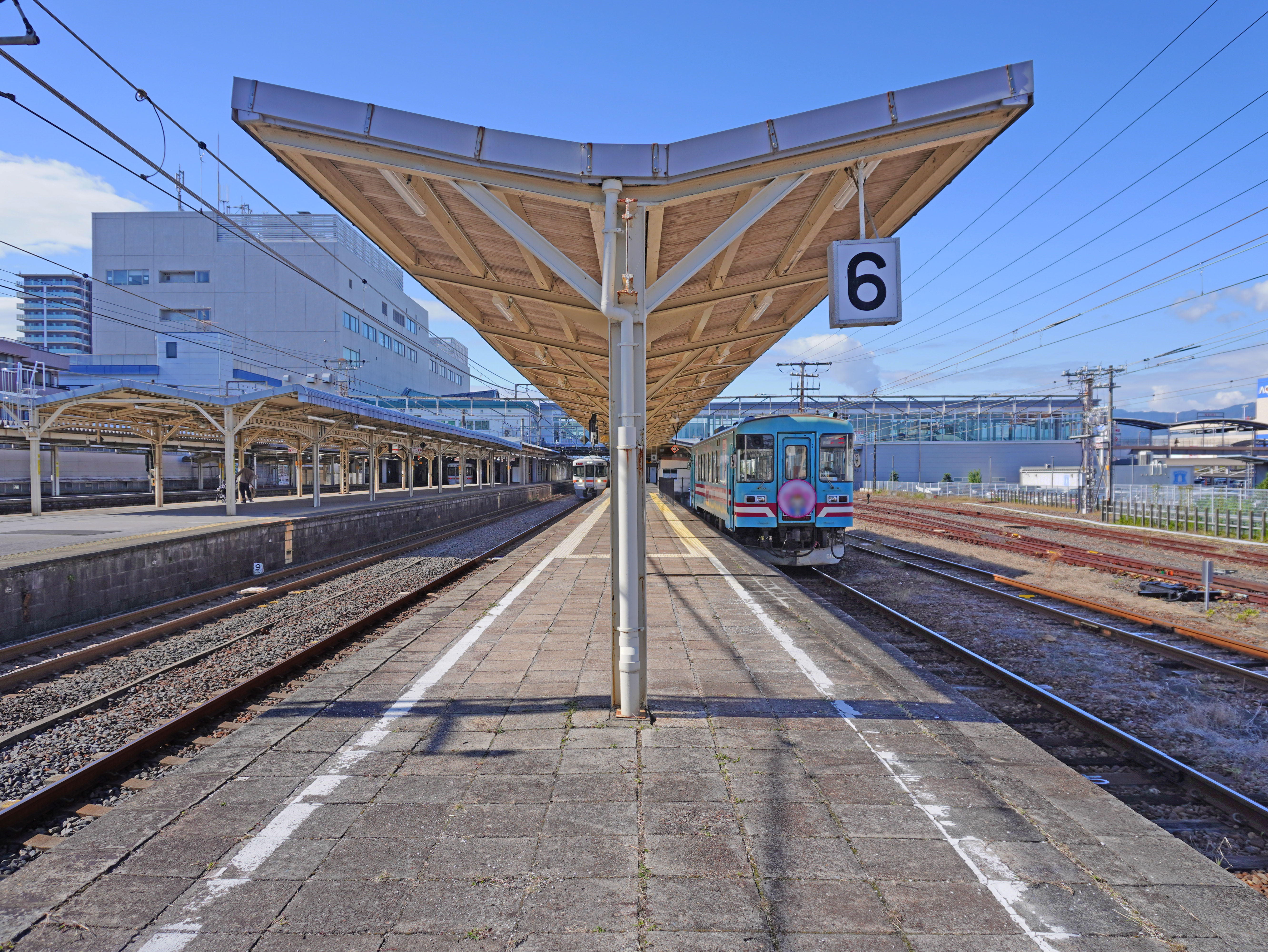
5・6番線ホーム（2022年11月）
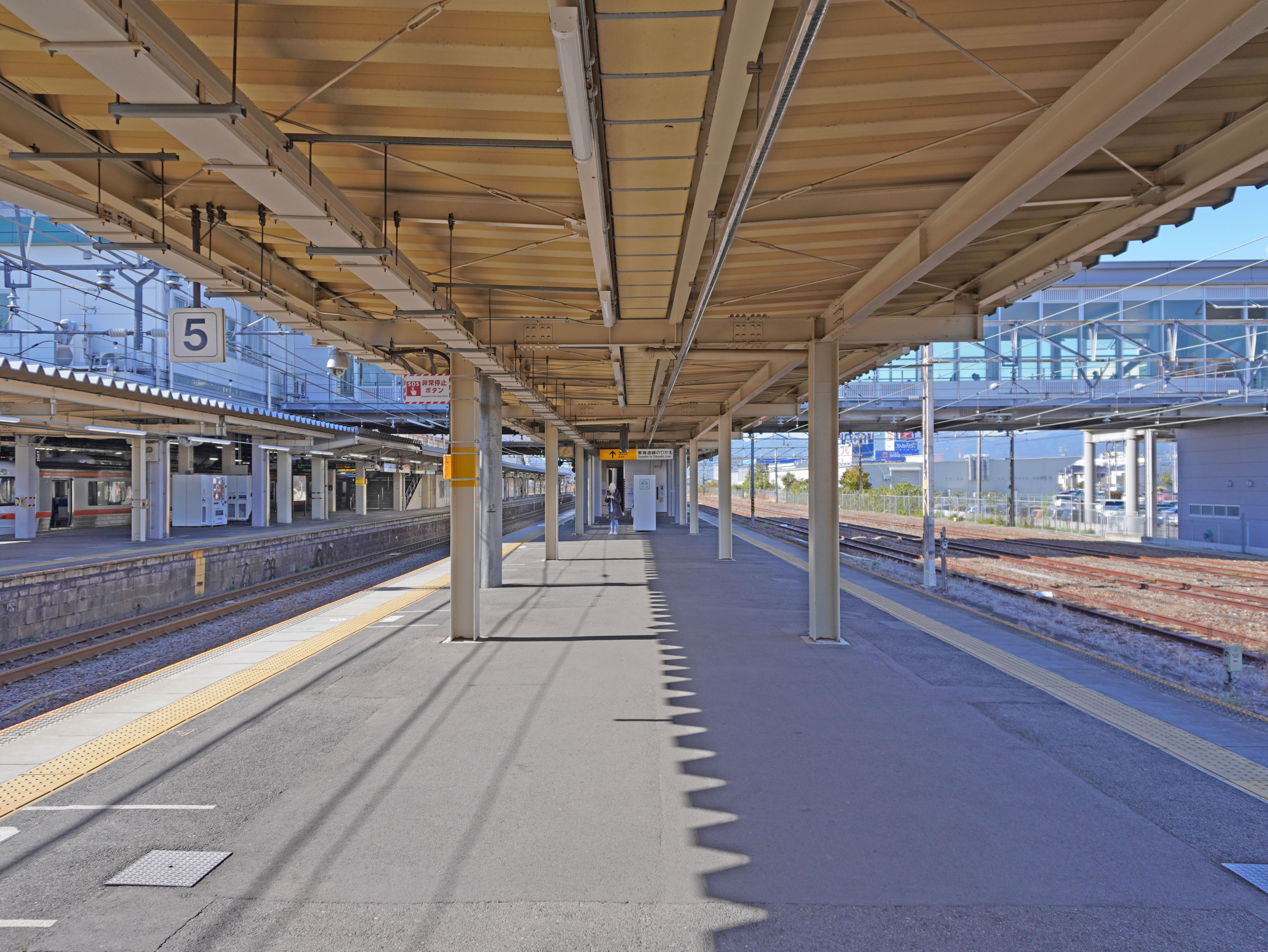
5・7番線ホーム（2022年11月）

##### JR東海
- 美濃赤坂線の列車はすべて3番線（切欠きホーム）で折り返すが[9]、名古屋方面からの直通列 車があった頃は1番線や2番線からの発車設定もあった。
- 現在でも多くの快速列車が起終点とする名古屋都市圏の西端に位置するターミナル駅であり、当駅を境に運行本数が変わる。運行形態の詳細は「東海道線 (名古屋地区)」を参照。

##### 樽見鉄道
- 樽見線の列車は6番線（切欠きホーム）を使用する。7番線ホームは通常は使用されない。
- 当駅で南北自由通路の工事が行われた際に7番線のホーム切下げ（※ホームの高さを車両の出入口の高さに合わせる）と柵の設置、6番線手前に駅事務所（切符売り場として使用。営業時間は8時00分 - 16時00分）の設置が行われた。

##### JR線と樽見鉄道線の乗り換え
- 樽見鉄道の改札ではTOICAの処理はできない。当駅までTOICAで乗車した後、樽見鉄道に乗り換える場合は一度改札口を出て樽見鉄道の乗車券を自動券売機（Kiosk左隣の一台のみ、JR東海の券売機と共用）で購入するか、乗車駅からの運賃を現金で支払い証明書を受け取り次回のTOICA使用時に入場状態を解除してもらう必要がある。樽見鉄道を無人駅から乗車し、当駅で降車する場合は車内で運賃を精算した上で運転士から出場証を受け取り、改札口で駅員に渡すか自動改札機に入れることになる（JRへの乗り換えの際は車掌に見せて切符を購入するか、最終的な下車駅で大垣駅からの運賃を精算する。美濃赤坂線のワンマン列車に乗り換えの際は下車駅でJRの運賃とともに出場証を運賃箱に入れる）。

##### その他

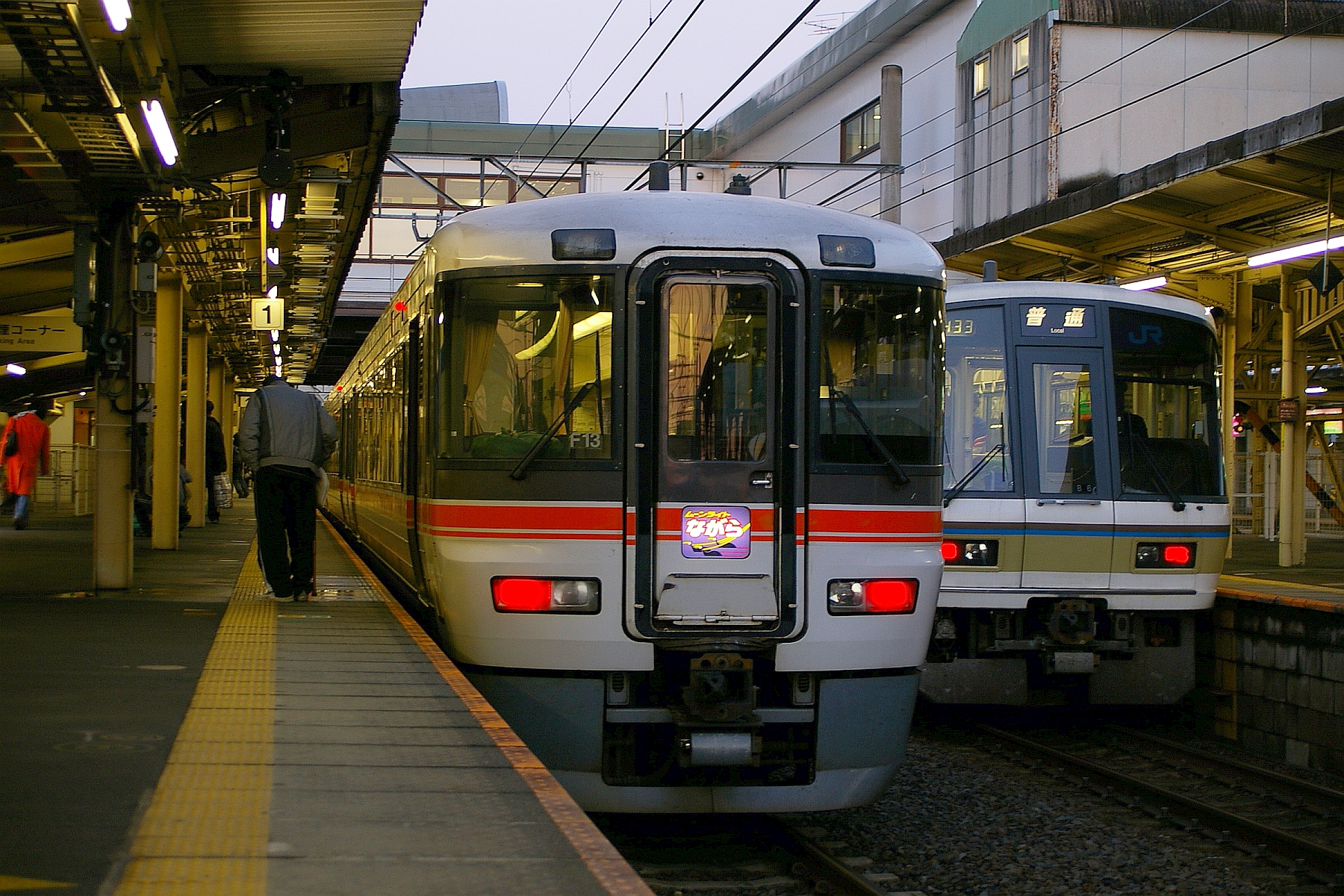
大垣駅到着後の「ムーンライトながら」と221系の普通列車
（2016年3月25日までは1日3往復のみ大阪方面から直通するJR西日本の列車が当駅を起終点としていた）

- 1969年10月のダイヤ改正以来、2009年3月まで「大垣夜行」の愛称で知名度のあった、東京からの定期夜行普通列車（1996年より快速「ムーンライトながら」、2009年4月より臨時快速になり2020年3月まで運転）の終着駅であった。青春18きっぷを利用することができる期間の早朝には、「ムーンライトながら」から米原方面へ乗り継ぐ旅行者で混雑し、始発下り列車に乗り換えるために一斉に走ることを「大垣ダッシュ」と呼ばれることもあった[3][39][40]。このため、改札前や階段に「構内10km/h以下」と構内の乗客に向けて注意を喚起する看板が掲げられていた時期があったが後に撤去され、「危険 走らないでください」という表示に変更された。
- 以前は当駅では輸送社員が列車の停車、通過を含めて終日立ち会いを行っており、停車する営業列車においては発車ベル扱いおよび停車する営業列車、非営業列車（主に当駅を発車する回送列車）ともにブザー式出発合図（ワンマン列車）または出発指示合図（ツーマン列車）を行っていたが、2015年2月以降、それらは行われなくなった。
- 1999年12月3日以前は快速系統の各列車を含む大半の普通列車が当駅を起終点としていた。翌4日のダイヤ改正で快速系統の各列車を除く大半の普通列車の起終点が岐阜に変更されたが、朝晩に運行される普通列車のごく一部は当駅を起終点とする。
- 大垣駅はTOICAエリアの駅であるため、ICOCAエリアである米原以遠京都、大阪方面または長浜、近江塩津方面などからICOCAなどの交通系ICカードで乗車してくることはできない（逆も同様、ただし定期券を除く）。そのため改札口近辺にはその旨を記載した掲示が至るところにされている。また美濃赤坂線はエリア外となる。
- 東海道本線は美濃赤坂駅への支線である「美濃赤坂線」および関ケ原駅までの支線である「新垂井線」との分岐駅であるが、実際の分岐は大垣駅 - 垂井駅間の南荒尾信号場である[41]。また、垂井方面にJR東海の車両基地（大垣車両区、かつての大垣電車区・大垣機関区）がある[36]。
- 当駅を跨いで運行される快速系統（臨時列車を除く）と普通列車の運転士および車掌は、ごく一部の例外を除き当駅で交代する（2021年時点）。大垣貨物駅 跡

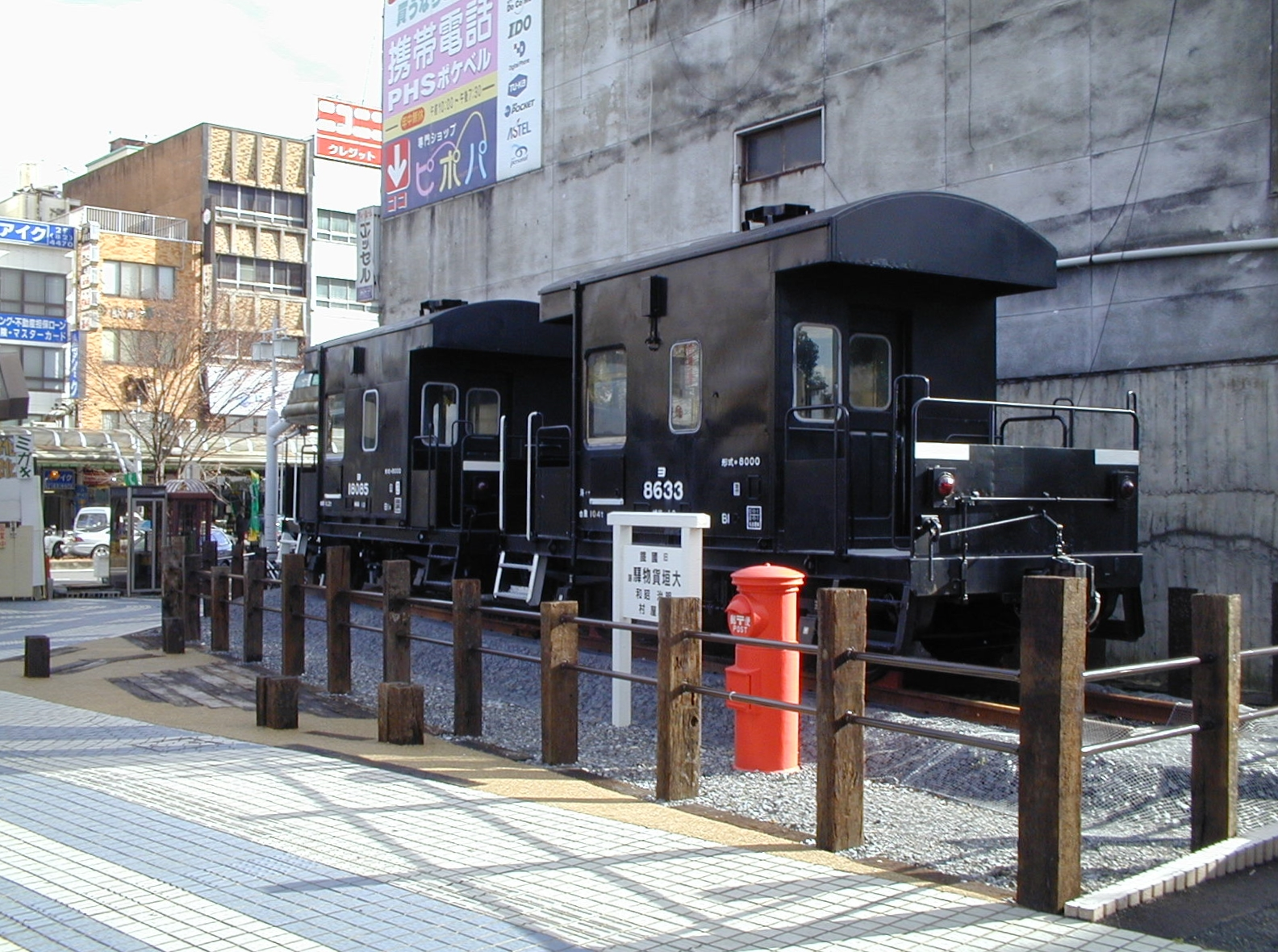
大垣貨物駅 跡

- 駅前再開発が行われ撤去され、現在は広場となっている。なお車両『ヨ8633(昭和53年､日車製造)、ヨ18085(昭和54年､日車製造)』は、高屋町商店街の方々が地域活性化のために購入し2001年から展示開始した。その後大垣市に寄贈した。大垣駅は1884年5月に開設され、旅客・貨物の営業を開始したが、モーダルシフトにより1984年1月に貨物の取り扱いは廃止となった。

### 養老鉄道
養老鉄道は独立した地上駅舎を持つが、ホームは中間改札を挟んでつながっている。頭端式ホーム1面2線を有する地上駅で、桑名方面から揖斐方面へはスイッチバックとなる。だが渡り線が片方向であるため、1番線は桑名方面からの出入りしか対応していない。
ダイヤ上では当駅を跨いで直通運転する営業列車はなく
、それぞれの方面へは乗り換えが必要である。また、出口付近には精算券の券売機がある。無人駅から乗車した場合はこの券売機で精算券を購入し、乗車駅で発行された乗車票と一緒に改札係員に渡して出場することになる。

#### のりば
| のりば | 路線    | 方向 | 行先   | 備考                               |
| ------ | ------- | ---- | ------ | ---------------------------------- |
| 1      | ■養老線 | 上り | 桑名行 | JR線への乗換通路上に連絡改札口あり |
| 2      | ■養老線 | 下り | 揖斐行 | JR線への乗換通路上に連絡改札口あり |

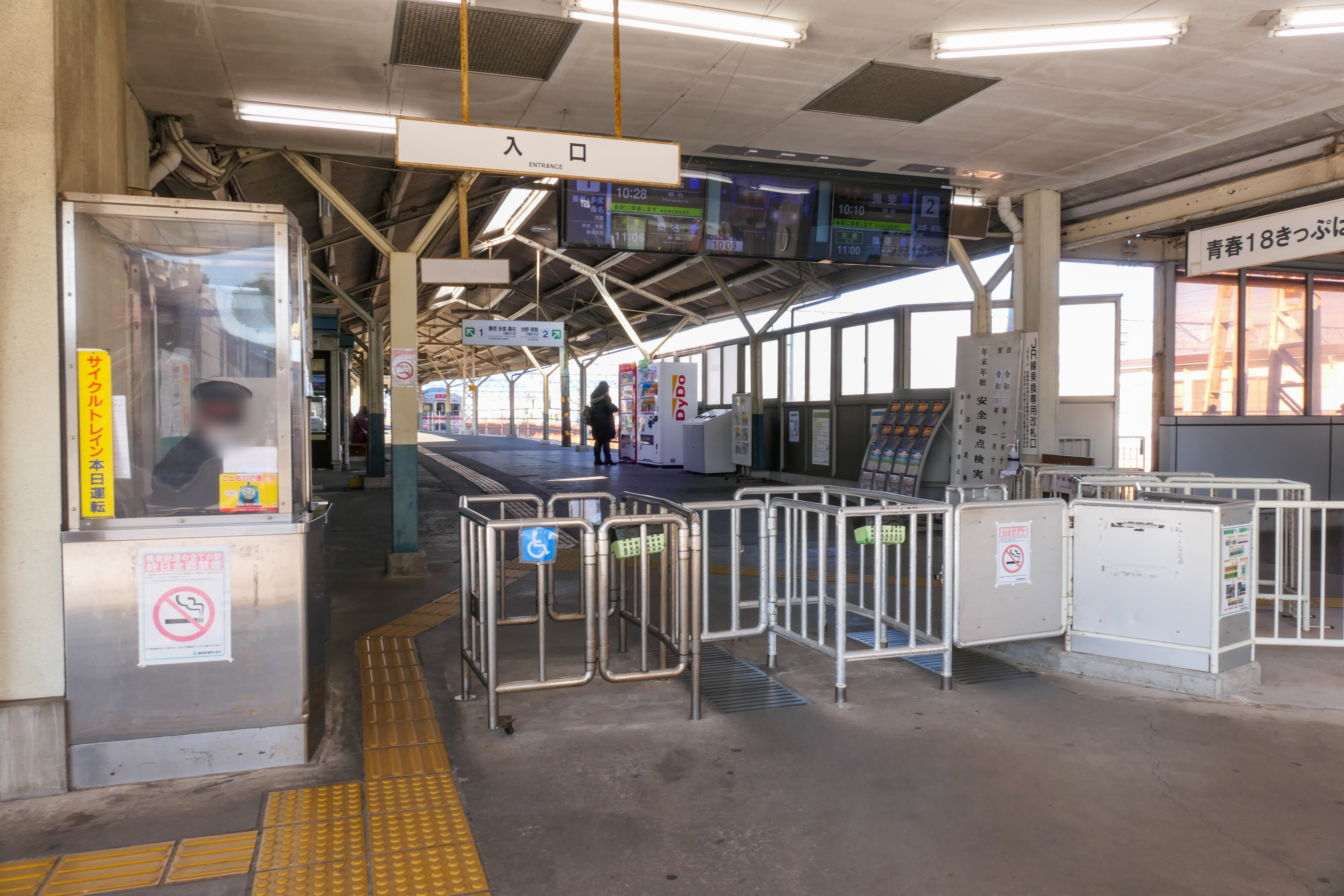
改札口（2022年1月）
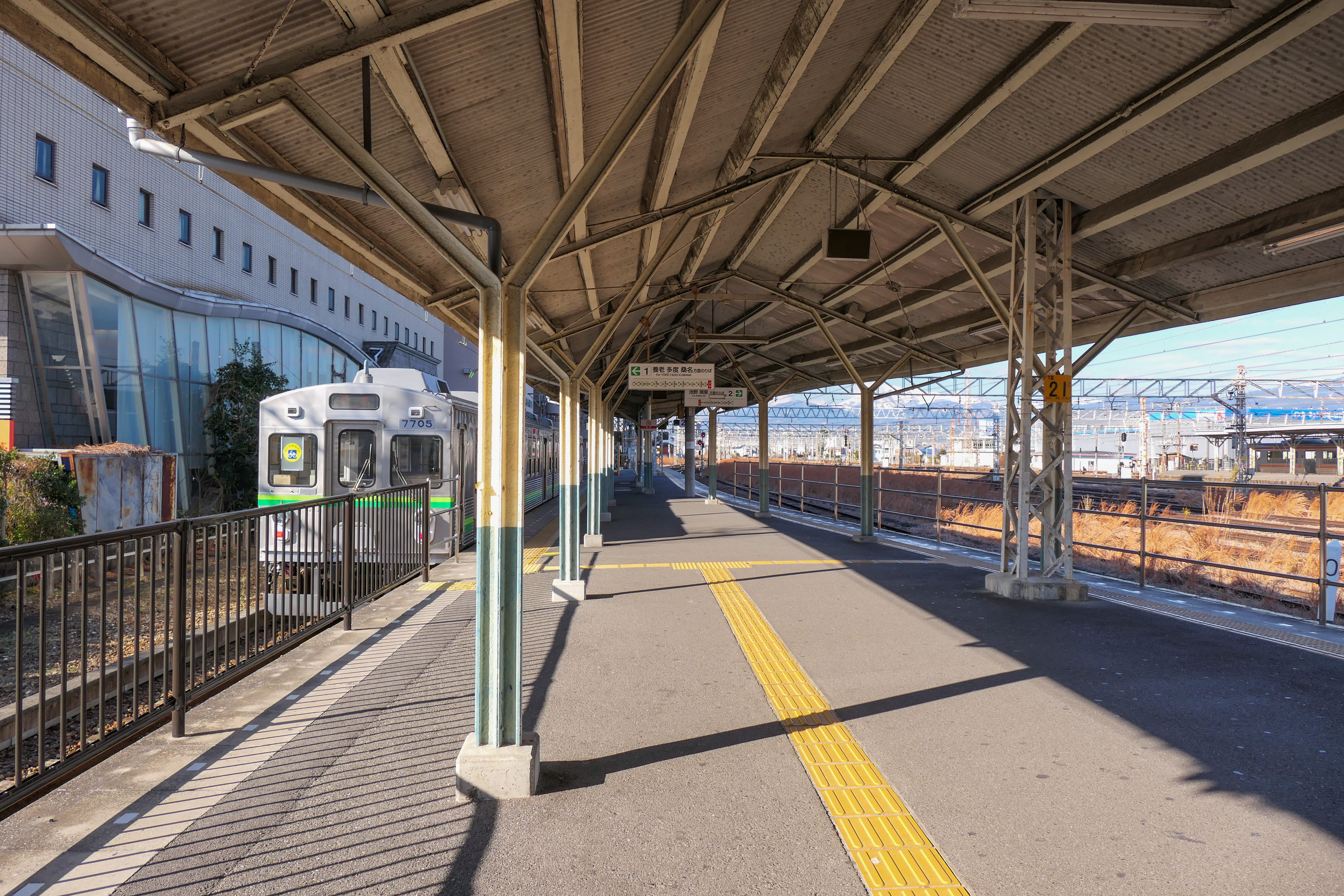
1・2番のりば（2022年1月）

#### 駅営業面
- 有人駅であり、きっぷうりば（出札窓口）がある。きっぷうりばでは、往復乗車券・回数乗車券・定期乗車券（養老鉄道線内相互間及び大垣接続のJR東海との連絡定期）を発売している。

### 連絡改札口
JR大垣駅の1番線、米原・美濃赤坂方の養老鉄道への乗換通路上には連絡改札口が設置されている。この連絡改札口は2段階で設置されており、JR東海側は自動改札機（無人改札）、養老鉄道側は有人改札口となっている。なお、この連絡改札口には自動券売機・自動精算機などが設置されていない。また、下記に該当する場合はこの連絡改札口を利用することができないため、アスティ大垣2階のJR東海改札口へ向かうことになる。
連絡改札口を利用することができない例
- JR東海から養老鉄道へ乗り継ぐ場合で、乗車券の乗り越し精算が必要な場合。
- 複数枚の乗車券で乗車の場合で、それが自動改札機に対応していない場合。
- 東海道線美濃赤坂方面や樽見鉄道樽見線など、無人駅から乗車して乗車券を所持していない場合。
- TOICAなどのIC乗車券を利用の場合でチャージが不足している場合、同じくIC乗車券を利用の場合で、大垣駅が含まれるTOICAエリア以外(米原駅以遠)から乗車している場合。
- 養老鉄道の乗車券を所持していない場合や、養老鉄道からJR東海または樽見鉄道へ乗り継ぐ場合で、JR線や樽見線の乗車券を所持していない場合。
- 青春18きっぷなど、自動改札機に対応していない乗車券を所持している場合。

### 配線図
|                                    | ↑ ■ 養老・桑名方面  |                         |
| ← ■ 岐阜・ 名古屋方面 ← ■ 樽見方面 | 大垣駅 構内配線略図 | → ■ 米原・ 美濃赤坂方面 |
|                                    | ↓ ■ 揖斐方面        |                         |
| 凡例 出典:                         |                     |                         |

## 利用状況
3社を合計すると、岐阜県の鉄道駅では（JR）岐阜駅に次いで利用者数が多い。

### JR東海・樽見鉄道
「大垣市統計書」によると、1日の平均乗車人員は以下の通りである。
| 年度   | JR東海           | 樽見鉄道         |
| 年度   | 1日平均 乗車人員 | 1日平均 乗車人員 |
| ------ | ---------------- | ---------------- |
| 1996年 |                  | 979              |
| 1997年 |                  | 899              |
| 1998年 |                  | 845              |
| 1999年 |                  | 756              |
| 2000年 |                  | 736              |
| 2001年 |                  | 726              |
| 2002年 | 16,419           | 702              |
| 2003年 | 16,402           | 685              |
| 2004年 | 16,240           | 692              |
| 2005年 | 16,528           | 663              |
| 2006年 | 16,305           | 745              |
| 2007年 | 16,572           | 626              |
| 2008年 | 16,619           | 631              |
| 2009年 | 16,330           | 594              |
| 2010年 | 16,368           | 602              |
| 2011年 | 16,455           | 627              |
| 2012年 | 16,531           | 651              |
| 2013年 | 16,895           | 655              |
| 2014年 | 16,688           | 683              |
| 2015年 | 17,000           | 712              |
| 2016年 | 17,079           | 722              |
| 2017年 | 17,156           | 701              |
| 2018年 | 17,152           | 701              |
| 2019年 | 17,149           | 738              |
| 2020年 | 12,582           | 538              |

### 養老鉄道
調査によると、近年1日の平均乗降人員は以下の通りである。
- 1972年までは年の平均乗車人員

※降車人員は含まれていない
- 1982年からは1日の乗降人員

| 年度               | 当駅分輸送実績（乗車人員） 人/年度 | 乗降人員調査結果 人/日 | 乗降人員調査結果 人/日 |
| ------------------ | ---------------------------------- | ---------------------- | ---------------------- |
| 年度               | 合 計                              | 調査日                 | 調査結果               |
| 1956年（昭和31年） | 401,399                            |                        |                        |
| 1957年（昭和32年） | 415,706                            |                        |                        |
| 1958年（昭和33年） | 413,524                            |                        |                        |
| 1959年（昭和34年） | 373,211                            |                        |                        |
| 1960年（昭和35年） | 452,205                            |                        |                        |
| 1961年（昭和36年） | 499,633                            |                        |                        |
| 1962年（昭和37年） | 514,044                            |                        |                        |
| 1963年（昭和38年） | 503,606                            |                        |                        |
| 1964年（昭和39年） | 510,246                            |                        |                        |
| 1965年（昭和40年） | 474,307                            |                        |                        |
| 1966年（昭和41年） | 444,428                            |                        |                        |
| 1967年（昭和42年） | 462,911                            |                        |                        |
| 1968年（昭和43年） | 412,368                            |                        |                        |
| 1969年（昭和44年） | 418,225                            |                        |                        |
| 1970年（昭和45年） | 401,000                            |                        |                        |
| 1971年（昭和46年） | 376,000                            |                        |                        |
| 1972年（昭和47年） | 354,000                            |                        |                        |
| 1973年（昭和48年） |                                    |                        |                        |
| 1974年（昭和49年） |                                    |                        |                        |
| 1975年（昭和50年） |                                    |                        |                        |
| 1976年（昭和51年） |                                    |                        |                        |
| 1977年（昭和52年） |                                    |                        |                        |
| 1978年（昭和53年） |                                    |                        |                        |
| 1979年（昭和54年） |                                    |                        |                        |
| 1980年（昭和55年） |                                    |                        |                        |
| 1981年（昭和56年） |                                    |                        |                        |
| 1982年（昭和57年） |                                    | 11月16日               | 11,564                 |
| 1983年（昭和58年） |                                    | 11月8日                | 11,289                 |
| 1984年（昭和59年） |                                    | 11月6日                | 11,139                 |
| 1985年（昭和60年） |                                    | 11月12日               | 10,982                 |
| 1986年（昭和61年） |                                    | 11月11日               | 10,914                 |
| 1987年（昭和62年） |                                    | 11月10日               | 11,211                 |
| 1988年（昭和63年） |                                    | 11月8日                | 12,941                 |
| 1989年（平成元年） |                                    | 11月14日               | 11,366                 |
| 1990年（平成2年）  |                                    | 11月6日                | 12,618                 |
| 1991年（平成3年）  |                                    |                        |                        |
| 1992年（平成4年）  |                                    | 11月10日               | 11,774                 |
| 1993年（平成5年）  |                                    |                        |                        |
| 1994年（平成6年）  |                                    |                        |                        |
| 1995年（平成7年）  |                                    | 12月5日                | 11,711                 |
| 1996年（平成8年）  |                                    |                        |                        |
| 1997年（平成9年）  |                                    |                        |                        |
| 1998年（平成10年） |                                    |                        |                        |
| 1999年（平成11年） |                                    |                        |                        |
| 2000年（平成12年） |                                    | 11月7日                | 10,340                 |
| 2001年（平成13年） |                                    |                        |                        |
| 2002年（平成14年） |                                    |                        |                        |
| 2003年（平成15年） |                                    | 11月11日               | 8,997                  |
| 2004年（平成16年） |                                    |                        |                        |
| 2005年（平成17年） |                                    | 11月8日                | 8,911                  |
| 2006年（平成18年） |                                    |                        |                        |
| 2007年（平成19年） |                                    |                        |                        |
| 2008年（平成20年） |                                    | 11月14日               | 8,790                  |
| 2009年（平成21年） |                                    |                        |                        |
| 2010年（平成22年） |                                    | 11月9日                | 8,469                  |
| 2011年（平成23年） |                                    |                        |                        |
| 2012年（平成24年） |                                    | 11月13日               | 7,789                  |
| 2013年（平成25年） |                                    |                        |                        |
| 2014年（平成26年） |                                    |                        |                        |
| 2015年（平成27年） |                                    | 11月10日               | 7,687                  |
| 2016年（平成28年） |                                    |                        |                        |
| 2017年（平成29年） |                                    |                        |                        |
| 2018年（平成30年） |                                    | 11月13日               | 7,090                  |

## 駅周辺
- 大垣城[3]
  - 大垣城郷土博物館
  - 大垣城ホール
- 常葉神社
- 大垣市役所
- 大垣市守屋多々志美術館
- 大垣法務合同庁舎
  - 岐阜地方検察庁大垣支部
  - 大垣区検察庁
- 岐阜地方裁判所大垣支部
- 岐阜家庭裁判所大垣支部
- 大垣簡易裁判所
- 大垣税務署
- 大垣郵便局
- 大垣車両区 - JR東海の車両基地。
- ヤナゲン大垣本店[3] - 2019年8月31日閉店[48]。閉店後は建物が残されたままだが、取り壊して再開発する計画がある[49]。
- アクアウォーク大垣[3] - アピタ大垣店
- 大垣日本大学高等学校
- 大垣市立北中学校
- 大垣市立北小学校
- 大垣市北公園
  - 大垣市北公園野球場
- イオンタウン大垣
- ハローワーク大垣
- 大垣平野学園
- 大垣文化総合専門学校
- ラ・ムー大垣店
- アパホテル〈大垣駅前〉
- スーパーホテル大垣駅前
- くれたけイン プレミアム大垣駅前

### 駅周辺の整備計画状況
人口およそ40万人（後に30万人）の大型中核都市となるはずだった合併構想が破綻したために、駅の高架化計画が不透明になっている。
当駅北口周辺では、オーミケンシの工場内の遊休地を利用し、岐阜県内のサティでは初のシネマコンプレックス型となる大垣サティを建設する予定があったものの、南口の商店街や当時駅近くにあった東宝映画館、グランドタマコシなどの反対運動が起こり、運営会社のマイカルそのものも経営不振に陥ったことで中止となった。これにより、サティと共同で計画していた北口ロータリーの整備計画も棚上げとなり、その後もこの問題が長引いたために、整備は行われるものの北口ロータリーの整備面積を縮小する予定となった。2008年1月頃に南北自由通路の付け替えに関する看板が立てられ、看板には北口完成イメージイラストが描かれているとともに、2008年度に着工した工事の状況を携帯サイトからもわかるようにとQRコードも掲載されていた。2009年9月19日に南北自由通路が開通した（愛称『水都ブリッジ』）。北口ロータリーは2012年4月より歩道部分のみ使用開始、9月16日に自噴水を活用した親水広場『水都北口 オアシス（名称は公募により決定）』の運営開始により、全面完成となった。
縮小したオーミケンシ大垣工場の一部敷地利用については、ユニー（アピタ）が進出することになり、建設は2006年9月に大垣市からの許可が下り、2007年1月に着工、アクアウォーク大垣として同年10月23日にプレオープン、同年10月27日にグランドオープンした。そして2009年9月19日、『水都ブリッジ』の開通と同時に当駅北口とアクアウォーク大垣を連絡する高架通路『アクアブリッジ』が開通した。徳洲会病院の建設は2006年7月に着工、2008年4月1日に大垣徳洲会病院として開院した。
なお、残った敷地でプリント基板製造を行っていたオーミケンシ大垣EP事業場は、2009年9月に閉鎖された。2012年09月にオーミケンシが、跡地約6万m2を大手住宅メーカーの積水ハウス、パナホームの計2社に譲渡すると発表した。2社は分譲住宅用地として開発を計画している。
さらに、オーミケンシ跡地南部には2014年2月に「大垣駅北ショッピングモール（仮称）」の整備計画が進んでいることが明らかとなった。岐阜県初出店となるディスカウントストアの大黒天物産（ラ・ムー大垣店、本社・岡山県倉敷市）、家電量販店大手のヤマダ電機（本社・群馬県高崎市）、衣料品販売のAOKI（本社・神奈川県横浜市）、スポーツクラブの東祥（本社・愛知県安城市）の4社がそれぞれ出店。2014年4月より着工をはじめ、10月9日にラ・ムー大垣店がオープンした以降、他店舗も順次オープンする。

## バス路線
大垣駅南口・北口から名阪近鉄バスの路線バスが発着している。

## 隣の駅
東海旅客鉄道（JR東海）
- 特急「ひだ」「しらさぎ」停車駅、「ホームライナー大垣」始発駅終着駅

CA 東海道本線
■特別快速・■新快速・■快速・■区間快速・■普通（上り優等列車・貨物列車も経由）
穂積駅 (CA76) - 大垣駅 (CA77) - （南荒尾信号場） - 垂井駅 (CA78)
CA 東海道本線（新垂井線）
（下り列車専用、下り優等列車・貨物列車のみ経由）
穂積駅 (CA76) → 大垣駅 (CA77) → （南荒尾信号場）→ (旧・新垂井駅) → 関ケ原駅 (CA79)
■東海道本線（美濃赤坂支線、全列車が各駅に停車）
大垣駅 (CA77) - （南荒尾信号場） - 荒尾駅
樽見鉄道
■樽見線
大垣駅 (TR01) - 東大垣駅 (TR02)
養老鉄道
■養老線
西大垣駅 - 大垣駅 - 室駅